# 孟章明
孟章明（？—1644年），又名孟張明，字显之，号絅宜，直隶河间府交河县籍山西泽州人。明朝政治人物、進士出身。

## 生平
天啓七年（1627年）丁卯科順天鄉試第二十七名舉人，崇禎十六年（1643年）癸未科三甲三百五名進士，吏部觀政，未授官。崇禎十七年（1644年）李自成陷都城，其父孟兆祥以刑部右侍郎分守正阳门，城破自殺。孟章明之後也自殺，章明之妻皆自縊死。

## 家族
曾祖孟傅。祖父孟尚宝，赠承德郎吏部文选司主事。父孟兆祥，天啓壬戌進士，見任通政司通政使。